# 사지촌
사지촌(佐治村)은 돗토리현 야즈군에 설치되었던 촌이다. 현재의 돗토리시에 해당한다.